# Gingins (Adelsgeschlecht)

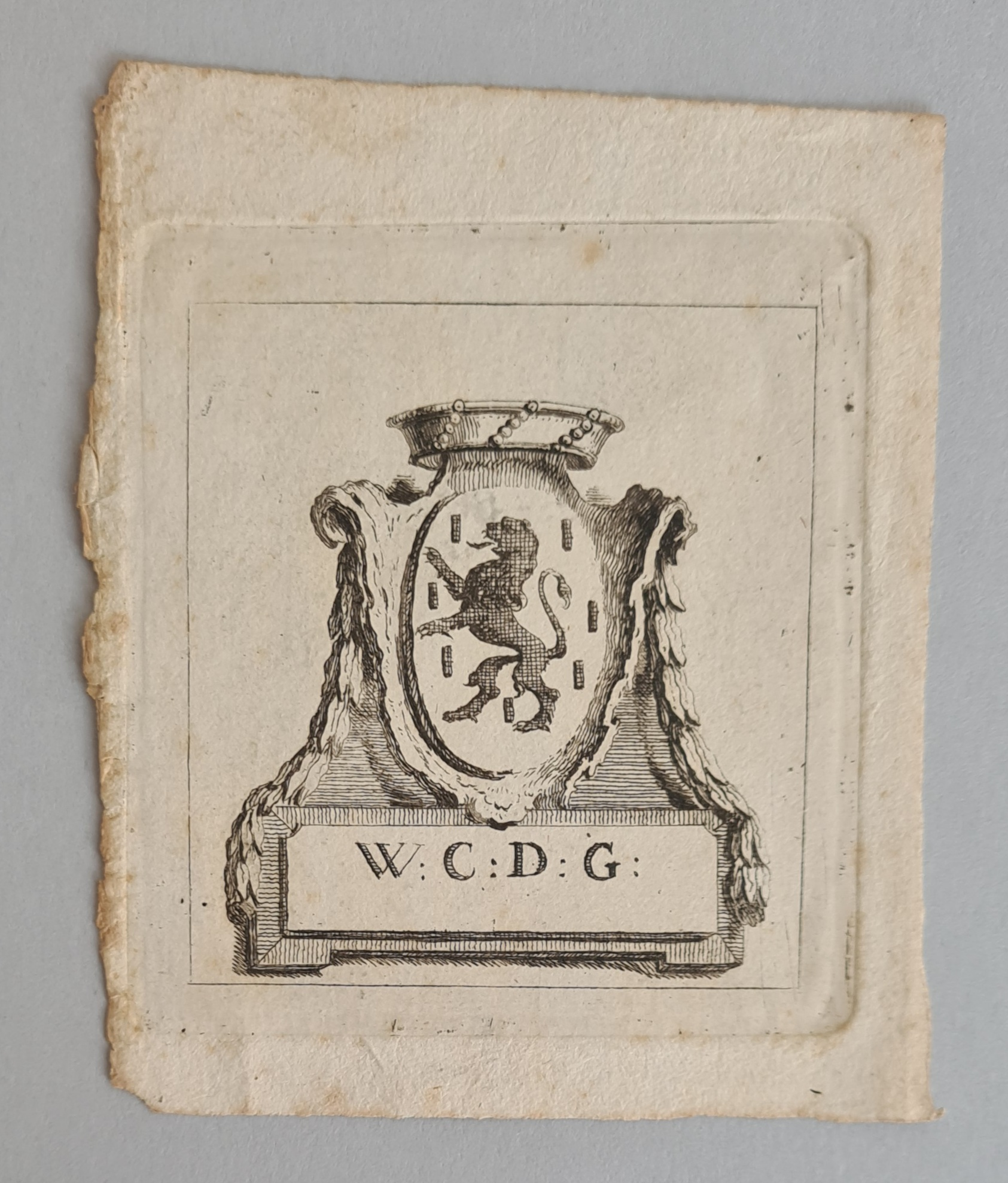
Wappen von Gingins, Exlibris für Wolfgang Charles de Gingins (um 1800)

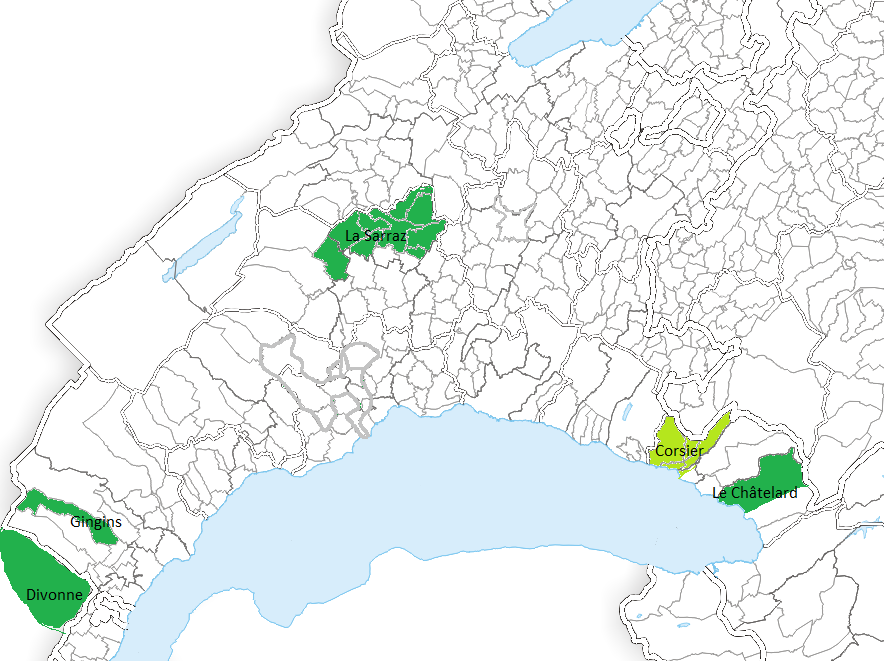
Besitzungen der Familie

Die Familie de Gingins war ein Waadtländer Adelsgeschlecht aus Gingins in der Schweiz. Seit 1523 gehören die Gingins zum bernischen Patriziat.  Das Geschlecht ist 1911 mit dem Tod von Albert de Gingins in männlicher Linie ausgestorben.

## Personen
- Wolfgang-Charles de Gingins (1728–1811), Offizier und Welschseckelmeister
- Victor de Gingins, Schriftsteller
- Hélène de Gingins (1828–1905), Abolitionistin und Frauenrechtlerin[1]